# Українська народна музика
Українська народна музика — різновид народної музики, що складається з української пісенної народної творчості та української непісенної народної творчості. Україномовна народна музика зародилася в період 9 століття н. е. у часи становлення Київської Русі.

## Історія

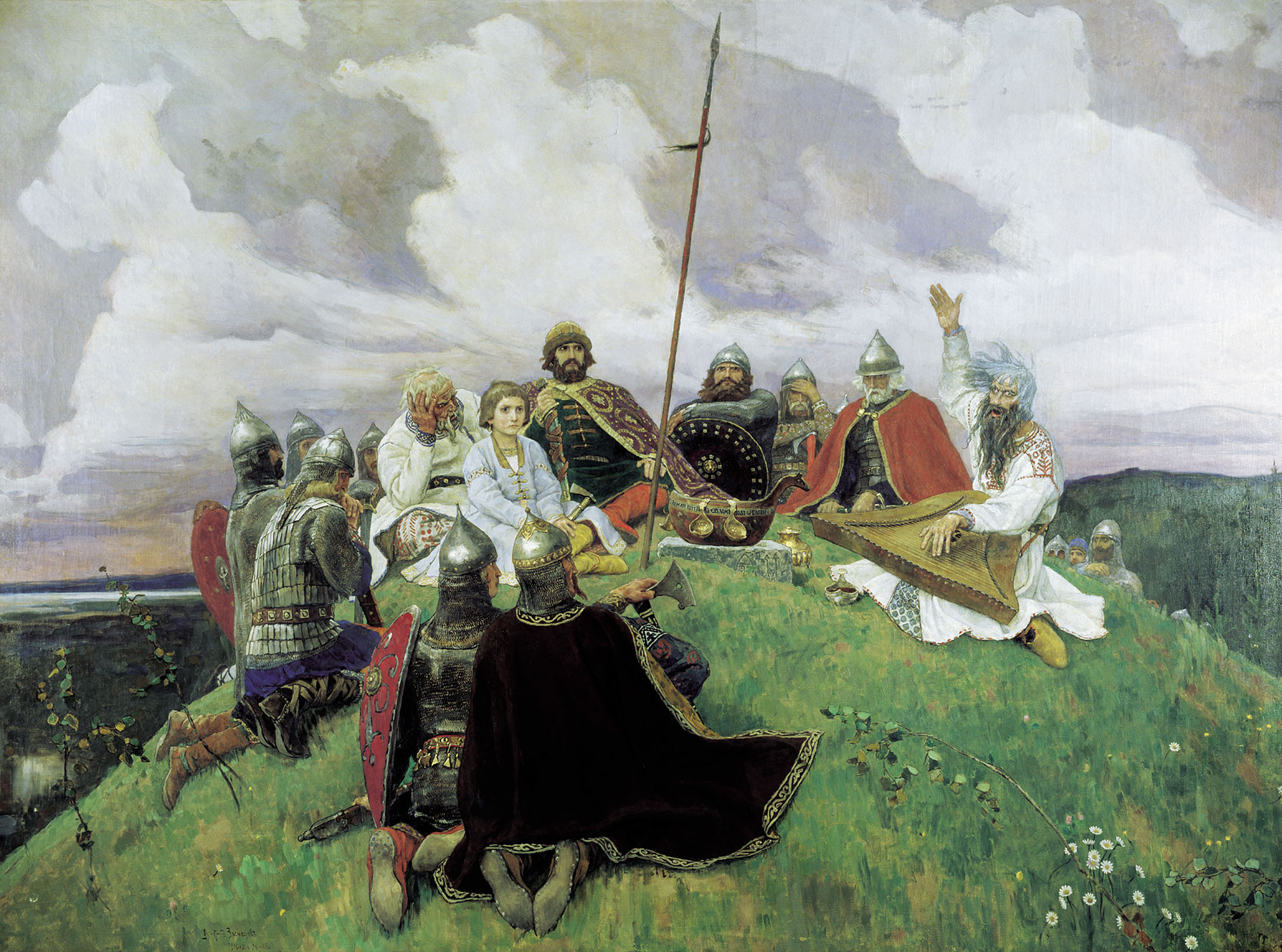
В. М. Васнецов. Боян, 1910 р.

Музичність та співучість є одними з характерних рис українців, музичні традиції на території сучасної України сягають прадавніх часів. Знайдені київськими археологами в околицях Чернігова музичні інструменти — тріскачки з бивнів мамонта датують віком XX тисяч років. До того ж періоду відносять флейти, знайдені на стоянці Молодове (Чернівецька область).
На фресках Софії Київської (XI століття) зображені музики, що грають на різних духових, ударних та струнних (подібних до арфи і лютні) інструментах, а також скоморохи, що танцюють. Ці фрески свідчать про жанрове розмаїття музичної культури Київської Русі. До 13 століття відносяться літописні згадки про співців Бояна та Митусу.
Загалом первісне музикування мало синкретичний характер — пісня, танець і поезія були злиті в нерозривній єдності і, найчастіше, супроводжувало обряди і церемонії, ритуали, трудовий процес тощо. В уяві людей музика і музичні інструменти відігравали важливу роль оберегів під час заклинань і молитов магічно-охоронного значення. В музиці люди вбачали захист від нечистої сили, поганого сну, від зурочення. Існували в людей і спеціальні магічні награвання для забезпечення родючості ґрунту і плодовитості худоби.
У первісній грі починають виділятися солісти, заспівувачі; розвиваючись, диференціюються елементи музично виразної мови. Речитація на одному тоні ще без чіткої розміреності інтервальних ходів (низхідний глісандуючий рух первісної мелодії близькими, частіше всього, сусідніми звуками) приводить до поступового розширення звукового діапазону: закріплюються кварта і квінта як природні межі підвищення і зниження голосу, а тим самим як опорні для мелодії інтервали і їх заповнення проміжними (вузькими) ходами.
Цей процес, що відбувався в найдавніші часи, і був тим джерелом, з якого виникла народна музична культура. Він поклав початок формулюванню музичних систем, які в подальших історичних умовах, унаслідок своєрідності, привели до виникнення національних прикмет музичної мови.
Сформувалась українська народна музика в період 9 століття н. е. у часи становлення Київської Русі.

## Українська пісенна народна творчість
Про практику народної пісні, що існувала в найдавніші часи на теренах України, можна судити зі старовинних обрядових пісень. Багато з них є відбитком цільного світогляду часів первісної людини, що розкриває ставлення народу до природи та її явищ.
Самобутній національний стиль найбільше повно представлений піснями центрального Придніпров'я. Їм властиві мелодична орнаментика, вокалізація голосних, лади — еолійський, іонійський, дорійський (нерідко хроматизований), міксолідійський. Зв'язки з білоруським, і російським фольклором особливо яскраво виявляються у фольклорі Полісся.
У Прикарпатті й Карпатах розвинулися свої відмінні пісенні стилі. Їх визначають як гуцульський і лемківський діалекти. Гуцульський фольклор відрізняється архаїчними рисами в мелосі й виконавській манері (інтонування, наближене до натуральному ладу, низхідні глісандо в закінченнях фраз, спів з вигуками, імпровізаційна мелізматика, силабічний речитатив), взаємодією вокального й інструментального начал, зв'язками з молдавським і румунським фольклором. В ладовому відношенні гуцульському фольклору притаманний особливий — гуцульський лад, а також — еолійський, іонійський, та дорійський. Для лемківського діалекту характерні зв'язки з польською, угорською, словацькою пісенністю, що проявляються в гостро пульсуючому синкопованому ритмі, переважанні мажору над мінором, пануванні силабічного речитативу.

### Класифікація українських народних пісень
- Народні пісні
  - Обрядові пісні
    - Календарно-обрядові пісні
      - Весняного циклу: веснянки, весняні хороводи, гаївки, гагілки, русальні пісні
      - Літнього циклу: петрівки (співалися під час Петрівського посту[4]), купальські пісні, жниварські пісні
      - Зимового циклу: миколаївки (?), щедрівки, колядки

    - Родинно-обрядові пісні: весільні пісні, голосіння

  - Побутово-ліричні пісні
    - Родинно-побутові пісні
    - Соціально-побутові пісні: козацькі пісні, чумацькі пісні, кріпацькі пісні, рекрутські пісні (солдатські), ремісницькі, переселенські, бурлацькі пісні (заробітчанські)

  - Епічні пісні: історичні пісні, думи, билини (один з різновидів балад, що є у всьому світі)

### Різновиди українських народних пісень
- Батярські пісні
- Голосіння
- Жартівливі пісні
- Історичні пісні
- Козацькі пісні і думи
- Балади
- Колискові пісні
- Колядки та щедрівки
- Кріпацькі пісні
- Купальські пісні
- Ліричні пісні та балади
- Наймитські пісні
- Обрядові пісні
- Побутові пісні
- Сороміцькі пісні
- Рекрутські пісні
- Стрілецькі пісні
- Патріотичні пісні
- Повстанські пісні
- Танці і хороводи
- Чумацькі пісні

## Українська непісенна народна творчість
Важливе місце в українській музичній культурі займає інструментальний фольклор. Музичний інструментарій України вельми багатий і різноманітний та включає широкий ряд духових, струнних та ударних інструментів. Значна частина українських народних музичних інструментів сягають часів Русі, інші інструменті (наприклад, скрипка) прийнялися на українському ґрунті пізніше, проте набули своїх виконавських традицій і особливостей.
Найдавніші пласти українського інструментального фольклору пов'язані з календарними святами та обрядами, які супроводжувалися маршовою (марші до ходи, вітальні марші) і танцювальною музикою (гопачки, козачки, коломийки, полечки, вальси, голубки, аркани тощо) і пісенно-інструментальною музикою для слухання. Традиційні інструментальні ансамблі частіше за все були трійками з різних інструментів, наприклад, скрипки, сопілки та бубна (т. зв. троїста музика). Виконання музики передбачає також певну частину імпровізації.
Широкою сферою побутування самобутнього музичного інструментарію є пастуші (вівчарські) награвання, де, як правило, використовуються інструменти, виготовлені самими музиками: сопілка, флояра, дводенцівка, теленка, цугфлейта, ріг, трембіта, кора, луска, кувиці (свиріль), дуда, свистунці, дримба та ін.
Під час молитов в побутових умовах (в хаті, на вулиці, біля церкви) для акомпанементу до кантів, псалмів часто використовували колісну ліру, кобзу та бандуру.
В часи Запорозької Січі в оркестрах Війська Запорозького звучали литаври, барабани, козацькі сурми і труби, причому литаври входили до числа клейнодів Запорозької Січі, тобто до числа священних символів державності України.
Інструментальна музика стала і невід'ємною частиною міської культури. Крім загальнонаціональних інструментів, таких як скрипки, бандури, міська культура представлена такими інструментами, як столовидні гусла, цитру, торбан. Під їхній акомпанемент співали величальні пісні, міські пісні й романси, релігійні піснеспіви.

### Український фольклор у творчості професійних та аматорських колективів

Український оркестр на чолі з Павлом Гуменюком, 1909

У XX столітті до українського фольклору звертались численні професійні та аматорські колективи України, створювались ансамблі також і в емігрантських колах зарубіжних країн. Характерною стала особливість представлення фольклорних традицій у формах академічного музикування.

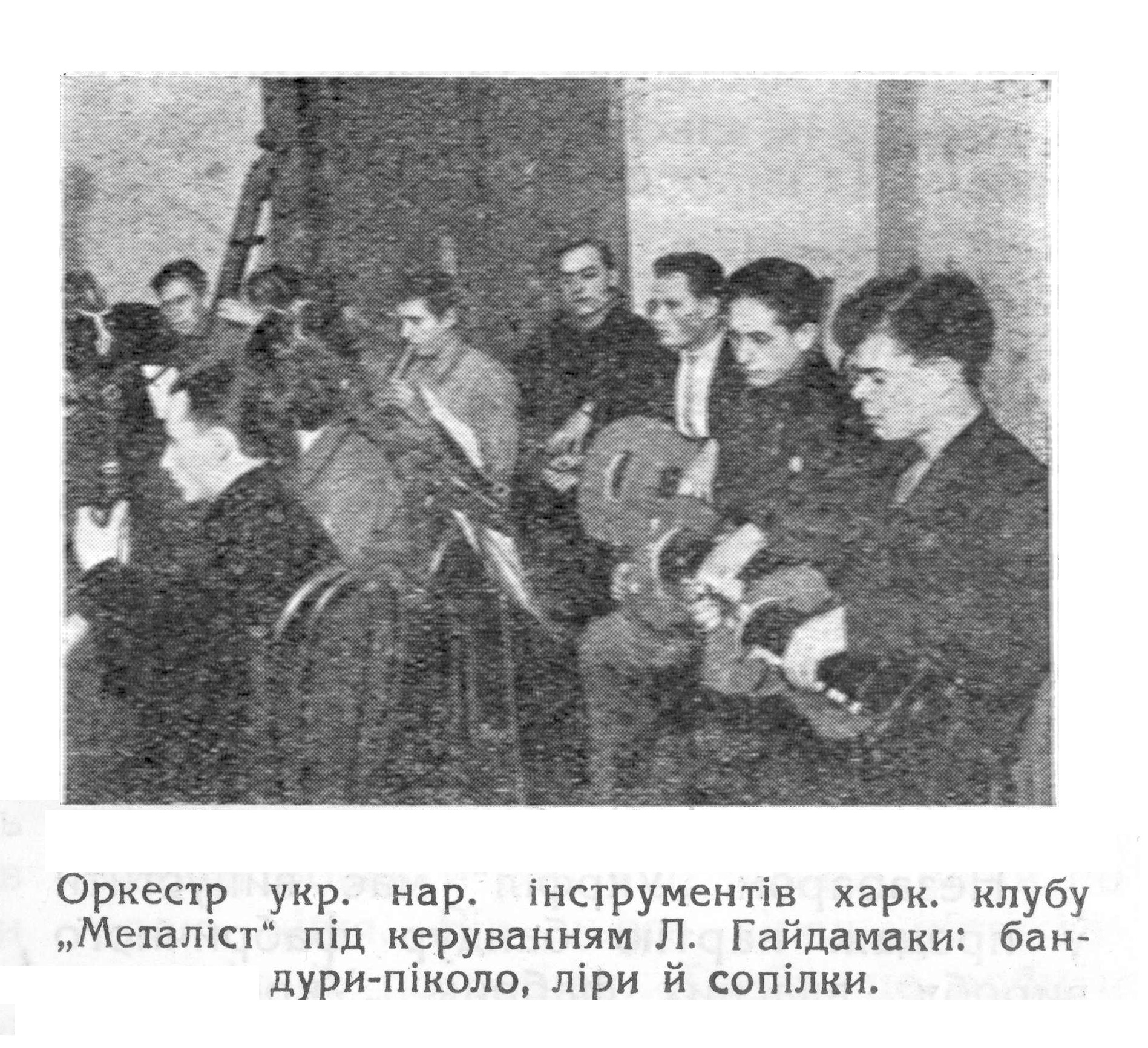
Перший оркестр українських народних інструментів, 1928

Так, на початку XX ст. український ансамбль етнічної музики на чолі з Павлом Гуменюком з Філадельфії здобув популярність у США. Українські традиції були збережені у творчості таких українсько-американських музикантів з Нью-Йорка, Клівленда, Детройта, як Зіновій Штокалко, Григорій Китастий, Юліян Китастий, Віктор Мішалов та ін.
В радянській Україні протягом століття було створено чимало колективів, що спеціалізувалися на виконаннях обробок українських народних пісень і танців, а також творах українських композиторів у подібній стилістиці — це українські оркестри народних інструментів, ансамблі пісні і танцю, народні хори тощо. Так, 1922 року був організований Перший оркестр українських народних інструментів, 1939 — Гуцульський ансамбль пісні і танцю 1943 — народний хор Верьовки, 1951 — Ансамбль танцю України.
Українська народна пісня лягла в основу творів багатьох українських композиторів. Найвідоміші обробки українських пісень належать М.Лисенку та М.Леонтовичу, значний внесок у дослідження та збирання народної творчості внесли вітчизняні фольклористи — Ф. Колесса та К.Квітка.

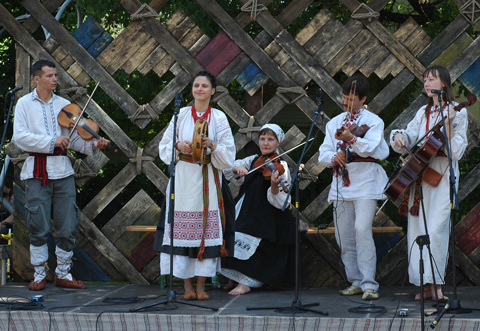
Гурт «Буття» на «Країні мрій»

З 1980-х років спостерігається зростання інтересу до автентичних форм народного музикування. Першопроходцями цього напрямку вважається заснований 1979 року гурт «Древо», очолюваний професором Київської консерваторії Є.Єфремовим. У 2000-ні роки в Україні виникають такі фестивалі етнічної музики Країна мрій та Шешори, де народна музика звучить як в автентичному виконанні, так і у різноманітних обробках в рок- чи поп-напрямків. Серед сучасних гуртів автентичного співу «Божичі», «Володар», «Буття», етнічні мотиви використовують гурти «Тартак», «Воплі Відоплясова», «Мандри», «Гайдамаки», «Очеретяний кіт», фольк-гурт «Калита» (керівник Коцур Ольга Сергіївна), оригінальне нашарування етнічних елементів пропонує гурт «ДахаБраха».

## Додаткова література
- Сперанский М. Н. Малорусская пѣсня въ старинныхъ русскихъ печатныхъ пѣсенникахъ // Этнографическое обозрѣніе. — 1909. — № 2—3. — Кн. 81—82. — С. 120—144.(рос. дореф.)
- Потебня О. О. Малорусская народная песня, по списку XVI века. Текст и примечания А. Потебни. — Отдельный оттиск из «Филологических Записок». — Воронеж: тип. В. И. Исаева. 1877.(рос. дореф.)(укр.)
- Перетц В. Н. Малорусские вирши и песни в записях XVI—XVIII вв. — Ч. 1. — Ч. 2. — СПб.: тип. Имп. акад. наук, 1899.(рос. дореф.)
- Литература украинского фольклора. 1777—1900. Опыт библиографического указателя [Архівовано 10 березня 2022 у Wayback Machine.] / сост. Б. Д. Гринченко. — Чернигов: Зем. Тип., 1901. — 317 c.(рос. дореф.)
- Данилов В. Украинские лубочные песенники / Киевская старина. — 1905. июнь. — С. 213—228.(рос. дореф.)(укр.)
- Данилов В. В. Малорусскія народныя пѣсни въ старыхъ и новыхъ лубочныхъ изданіяхъ // Русскій филологическій вѣстникъ. — № 3—4. — Варшава: тип. Варшавскаго учебн. округа, 1910. — С. 232—242.(рос. дореф.)
- Данилів В. Додатки до огляду українських лубяніх співанників та малюнків // Україна. Том 1. — № 3, — Київ, 1907. — С. 390—393.
- Пѣсни Малороссійскія [Архівовано 21 квітня 2019 у Wayback Machine.] // Молодчикъ съ молодкою на гуляньѣ съ пѣсенниками… — СПб.: [Тип. Богдановича], 1790. — С. 169—182.(рос. дореф.)(укр.)
- Пѣсни Малороссійскія // Львов Н. А. Собраніе народныхъ рускихъ пѣсенъ с ихъ голосами, на музыку положилъ Иванъ Прачъ. — СПб.: тип. Горнаго училища 1790. — С. 181—189.(рос. дореф.)(укр.)
- Пѣсни Малороссійскія // Собраніе народных руских песен с их голосами / музыку для фортепіано положил Иван Прач; [передм. Н. А. Львова]. — С.-Петербург, 1806. — С. 68—75.(рос. дореф.)(укр.)
- Пѣсни Малороссійскія // Новѣйшій полный всеобщій пѣсенникъ…: въ четырехъ частяхъ…. Часть первая. — СПб.: в тип. Импер. театра, 1818. — С. 99—133.(рос. дореф.)(укр.)
- Максимович М. А. Малороссійскія пѣсни. — М., 1827.(рос. дореф.)(укр.)
- Срезневский И. И. Запорожские песни, с переводом и историческими примечаниями / И. И. Срезневский // Утренняя звезда. Собрание статей в стихах и прозе. Книжка 2. — Харьков: в Унив. тип., 1833. — С. 51–70.(рос. дореф.)(укр.)
- Максимович М. А. Украинскія народныя пѣсни. — М.: въ Унив. тип-іи., 1834.(рос. дореф.)(укр.)
- Метлинський А. Л. Думки и пѣсни та ще дещо Амвросія Могилы. — Х., 1839.(рос. дореф.)(укр.)
- Евецкий Ф. Малороссийские исторические песни и думы [Архівовано 12 серпня 2019 у Wayback Machine.] // Отечественные записки. — 1841, Т. XV, С. 65 — 93.(рос. дореф.)(укр.)
- Максимович М. Сборник украинских песен издаваемый Михаилом Максимовичем. Ч. 1. — Киев: в Тип. Феофила Глюксберга, 1849. — 129 с.(рос. дореф.)(укр.)
- Потебня О. О. Українські пісні, видані коштом О.С. Баліної. — СПб: Типографія Ф. Стелловського, 1863. — 125 с.
- Лавренко Д. Пісні українського люду. Пісні про кохання. Видав Д. Лавренко. — Київ. В друкарні Федорова. 1864.
- Лисенко М. В. Збірник українських пісень. Зібрав і у ноти завів М. Лисенко. Перший Випуск. Третє видання. — Київ: У Болеслава Корейво, 1868.
- Драгоманов М., Антонович В. Историческія пѣсни малорусскаго народа. Съ объясненіями Вл. Антоновича и М. Драгоманова. Томъ первый. — Кіевъ: Тип. М. П. Фрица, 1874.(рос. дореф.)(укр.)
- Сумцов М. Ф. Слобідсько-українські історичні пісні. — 2-е вид. — Черкаси: Друкарня Видавничого Т-ва «Сіяч», 1918.
- Ревуцький Д. Українські думи та пісні історичні. — Видання Товариства «Час» у Київі, 1919. — 300 с.
- Квітка К. Українські народні мелодії. Київ: Слово, 1922. 256 стор. (Е-бібліотека «Культура» [Архівовано 15 квітня 2021 у Wayback Machine.])
  - Квітка К. Українські народні мелодії: Частина 1 «Збірник». Упоряд. та ред. А. І. Іваницького. Київ: Поліграф Консалтинг, 2005. 480 с. ISBN 966-02-3858-4 (загальний) ISBN 966-02-3858-2 (Ч. 1) (PDF)
  - Квітка К. Українські народні мелодії: Частина 2 «Коментар». Упоряд. та ред. А. І. Іваницького. Київ: Поліграф Консалтинг, 2005. 383 с. ISBN 966-02-3858-4 (загальний) ISBN 966-02-3860-6 (Ч. 2) (PDF)
- Дей О. Колядки і щедрівки. Зимова обрядова поезія трудового року. Київ: Наукова думка, 1965. 804 стор. (DJVU)
- Колесса Ф. Мелодії українських народних дум. Київ: Наукова думка, 1969. 595 с. (PDF)
- Іваницький А., Шубравська М. та Наталія Бучель  Весільні пісні У 2-х кн. Київ: Наукова думка, 1988. Серія «Українська народна творчість»
  - Весільні пісні: Кн. 1.: Полісся, Наддніпрянщина, Слобожанщина, Степова Україна. Упоряд. М. Шубравська, А. Іваницький. 872 стор.
  - Весільні пісні: Кн. 2.: Волинь, Поділля, Буковина, Прикарпаття, Закарпаття. Упоряд. М. Шубравська, Наталія Бучель. 680 стор.
- Шубравська М. Весільні пісні. К.: Дніпро, 1988. 476 стор. ISBN 5-308-00045-X (DJVU)
- Іваницький А. Українська музична фольклористика. Київ: Заповіт, 1997. 392 стор. ISBN 966-7272-11-7 (PDF)
- Іваницький А. Українська народна музична творчість
  - (перше видання) Українська народна музична творчість. 1-ше вид.. Київ: Музична Україна, 1990. 336 стор. ISBN 5-88510-085-3
  - (друге видання) Українська народна музична творчість. 2-е вид. допрацьоване. Під редакцією Михайла Поплавського. Київ: КНУКіМ; Київ: Музична Україна, 1999. 222 стор. ISBN 966-95024-11
  - (третє видання) Український музичний фольклор. 3-е вид. допрацьоване. Вінниця: Нова книга. 2004. 320 стор. ISBN 966-95024-11 (PDF)
- Супрун-Яремко Н. Українці Кубані та їхні пісні. Київ: Музична Україна, 2005. 771 с. ISBN (DJVU)
- Іваницький А. Хрестоматія з українського музичного фольклору. Вінниця: Нова книга. 2008. 520 стор. ISBN 978-966-382-139-9 (PDF)
- Мазуренко А. Цифрові акустичні вимірювання виконавської звуковисотності в українському пісенному фольклорі : дис. канд. мист. 17.00.03 Музичне мистецтво / Національна музична академія України ім. П. І. Чайковського Київ, 2021. 247 с. [Архівовано 16 травня 2021 у Wayback Machine.]
- Українська народна музична творчість: навч. посіб.[недоступне посилання] / упоряд. Л. С. Соколова. — Харків: Друкарня Мадрид, 2019. — 126 с. — ISBN 617-7683-95-6.